# Димитър Звонимир
Димитър Звонимир (на хърватски: Dmitar Zvonimir; на латински: Demetrius Sunimirio; † 20 април 1089 г.) е крал на Хърватия от 8 октомври 1076 до смъртта си през 1089 г. Той също е бан на Славония (1064 – 1074 г.) и херцог на Хърватия през 1075 г. Родното му име е Звонимир, а името Димитър приема след коронацията си.
Звонимир е син на Стефан Светославич и съответно внук на крал Светослав Суроня. Той става бан на Славония по времето на крал Стефан I Крешимирович, а след това е назначен за херцог на Хърватия от предшественика си крал Петър Крешимир IV. Впоследствие Петър Крешимир го посочва и за наследник на кралския трон. През 1076 Димитър Звонимир става крал на Хърватия. Периодът на управлението му се характеризира като относително спокоен; без продължителни военни кампании и с подем на икономиката и културата. Той е последният местен крал, който упражнява реална власт над цялата територия на Кралство Хърватия. Звонимир управлява кралството от град Книн.

## Бан на Славония и Хърватия
От около 1064 г. и през периода на крал Петър Крешимир IV, Димитър Звонимир управлява Славония и по-специално територията между реките Драва и Сава, като носи титлата бан.
Съседната Свещена Римска империя нахлува в Хърватия през 1067 г. и изпраща армия да окупира северните части на бановината. Причината за тези действия вероятно е в резултат на тесните връзки на Звонимир с Унгария, която е във война със Свещената Римска империя по това време. Тъй като кралят на Хърватия има грижи с бунт в Далмация, където тече процес на забрана за извършване на славянски църковни литургии, Звонимир е принуден да търси военна помощ от крал Шаламон. След като обединените им армии отблъскват врага от Хърватия, бан Звонимир в знак на признателност, изпраща множество подаръци на Шаламон.
В началото на 1075 г. Петър Крешимир IV обявява Звонимир за „по божията милост херцог на Далмация и Хърватия“. Тази титла го прави не само владетел на Северна Далмация, но също и главен съветник на краля и наследник на трона. Скоро след това Крешимир умира като затворник на норманите и Звонимир го наследява. Някъде в средата на 1075 г., Звонимир сключва споразумение с крайбрежните градове в Далмация, които в този момент са под норманска власт и успява да ги присъедини отново към територията на държавата.

## Управление като крал
Димитър Звонимир е коронован на 8 октомври 1076 г. в град Солин в базиликата „Свети Петър и Моисей“ от представител на папа Григорий VII. След официалната му коронация, Димитър Звонимир дарява град Врана и Бенедиктинския манастир „Свети Григорий“ на папа Григорий VII, като по този начин показва почит и лоялност към папата. Новият крал продължава проримската политика на предшественика си и поддържа близки отношения с папата. Провежда „григорианска реформа“ и много вътрешнодържавни реформи, една от които е забрана на робството в кралството.
Звонимир има и малък конфликт с Хайнрих IV и по-специално с негов подчинен – дук от град Истрия, който се готви да нападне Хърватия. През 1079 г. папата се намесва и заставайки на страната на Звонимир, потушава конфликта. Димитър Звонимир поддържа твърда позиция срещу Византийската империя, но за разлика от Петър Крешимир IV, той е в съюз с норманите и с тях участва във войни срещу Византия. Когато Робер Гискар дук на Апулия, нахлува в западно-балканските провинции на империята през 1084 г., Звонимир изпраща войска в негова помощ.

## Смърт
Има няколко версии за смъртта на Звонимир. Най-често приеманата е твърдението на Тома Архидякон, че Звонимир е починал от естествена смърт. В друга версия разказана от свещеник от Дукля се споменава, че на 20 април 1089 г. в желанието си за приключване на Източно-западната схизма, папа Урбан II иска от Звонимир да изпрати военна помощ на Алексий I Комнин за похода му срещу селджуците. Крал Звонимир свиква събор на Косово поле, близо до Книн, за да събере армия в името на папата и византийския император, но благородниците отказват и вдигат бунт. По време на бунта Звонимир е убит от собствената си войска. Неговата смърт бележи краха на хърватската монархия. Митът за „Проклятието на крал Звонимир“ се основава на версията за убийството му. Тялото на Димитър Звонимир най-вероятно е погребано в Книн, тогавашната столица на Хърватия.

## Наследство
Димитър Звонимир се жени за неговата далечна роднина Елена Унгарска, сестра на крал Ласло I. Чрез Елена, той се свързва не само с кралското семейство в Унгария, но също и с монархиите в Полша, Дания, България и Византия. Елена му ражда син, който умира преди него и носи името Радован, и една дъщеря на име Клаудия. Звонимир е наследен от Стефан II – последният представител от династията Търпимировичи, който умира през 1091 г.
Културно и исторически значимата „Башчанска плоча“ е написана малко след смъртта на Звонимир и съдържа препратки към него и към неговите благородници от 11 век. За първи път в „Башчанската плоча“ се споменава титлата крал за местните управници (kral; kralj).
В днешна Хърватия четвъртото по важност държавно отличие носи името на крал Димитър Звонимир. „Великият Орден на крал Димитър Звонимир“ е награда, с която се награждават високопоставени местни или чуждестранни държавници или религиозни представители.